# Aleurotrachelus corbetti
Aleurotrachelus corbetti là một loài côn trùng cánh nửa trong họ Aleyrodidae, phân họ Aleyrodinae.
Aleurotrachelus corbetti được Takahashi miêu tả khoa học đầu tiên năm 1941.